# الیةالحمل
اَلیـَةالحَمل (دُنبه بره) یا تتا مار یک ستاره است که در صورت فلکی مار قرار دارد.